# Хат (село)
Хат (азерб. Hat) — село в Губадлинском районе Азербайджана.

## История
В результате Первой карабахской войны в 1993 году село перешло под контроль армянских вооружённых сил. В ходе 44-дневной Второй карабахской войны (27 сентября - 10 ноября 2020 года) село было освобождено от длительной армянской оккупации Вооружёнными силами Азербайджанской Республики.

## Топонимика
В прошлом село называлось «Бёюк Гат» (Большой Гат). После переселения сюда населения соседнего села «Кичик Гат» (Малый Гат), из названия было убрано слово «бёюк» (большой).
Село построено семьями, принадлежащими к племени алиан. По мнению исследователей, ойконим происходит от слова «həd» (даль, край).